# 奇亞拉薩利亞山
17°47′21″S 69°9′13″W / 17.78917°S 69.15361°W
奇亞拉薩利亞山（Ch'iyara Salla），是玻利維亞的山峰，位於該國西部拉巴斯省的帕卡赫斯省，處於孔多里里山西南面和基利馬帕爾基山以西，屬於安第斯山脈的一部分，海拔高度約5,000米。
- . INE, Bolivia.   [November 9, 2014]. （原始内容存档于2014年11月7日）.